# Teretrius subelongatus
Teretrius subelongatus är en skalbaggsart som beskrevs av Desbordes 1916. Teretrius subelongatus ingår i släktet Teretrius och familjen stumpbaggar. Inga underarter finns listade i Catalogue of Life.